# Pritchardia waialealeana
Pritchardia waialealeana är en enhjärtbladig växtart som beskrevs av Robert William Read. Pritchardia waialealeana ingår i släktet Pritchardia och familjen Arecaceae. Inga underarter finns listade i Catalogue of Life.

## Bildgalleri

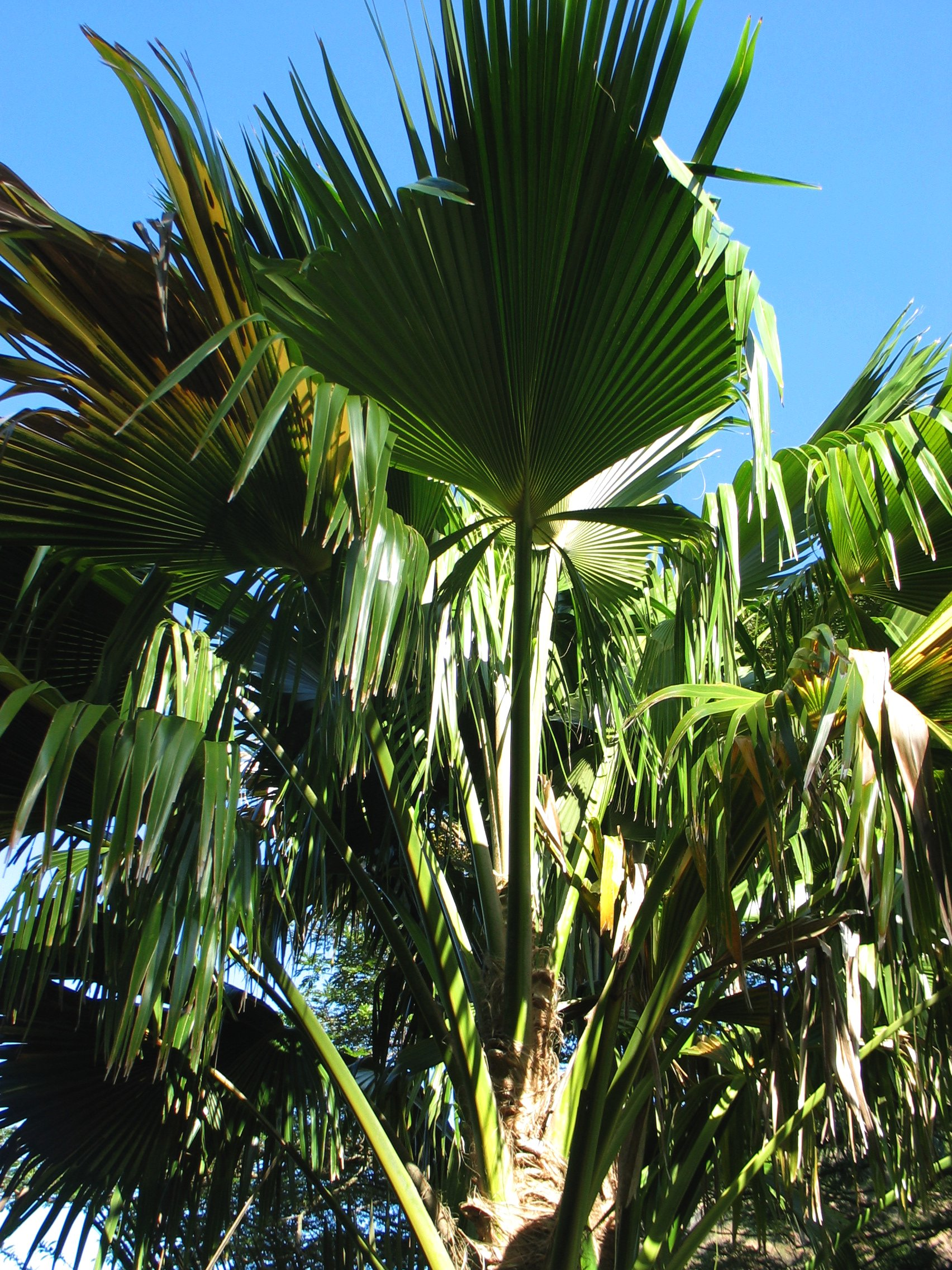
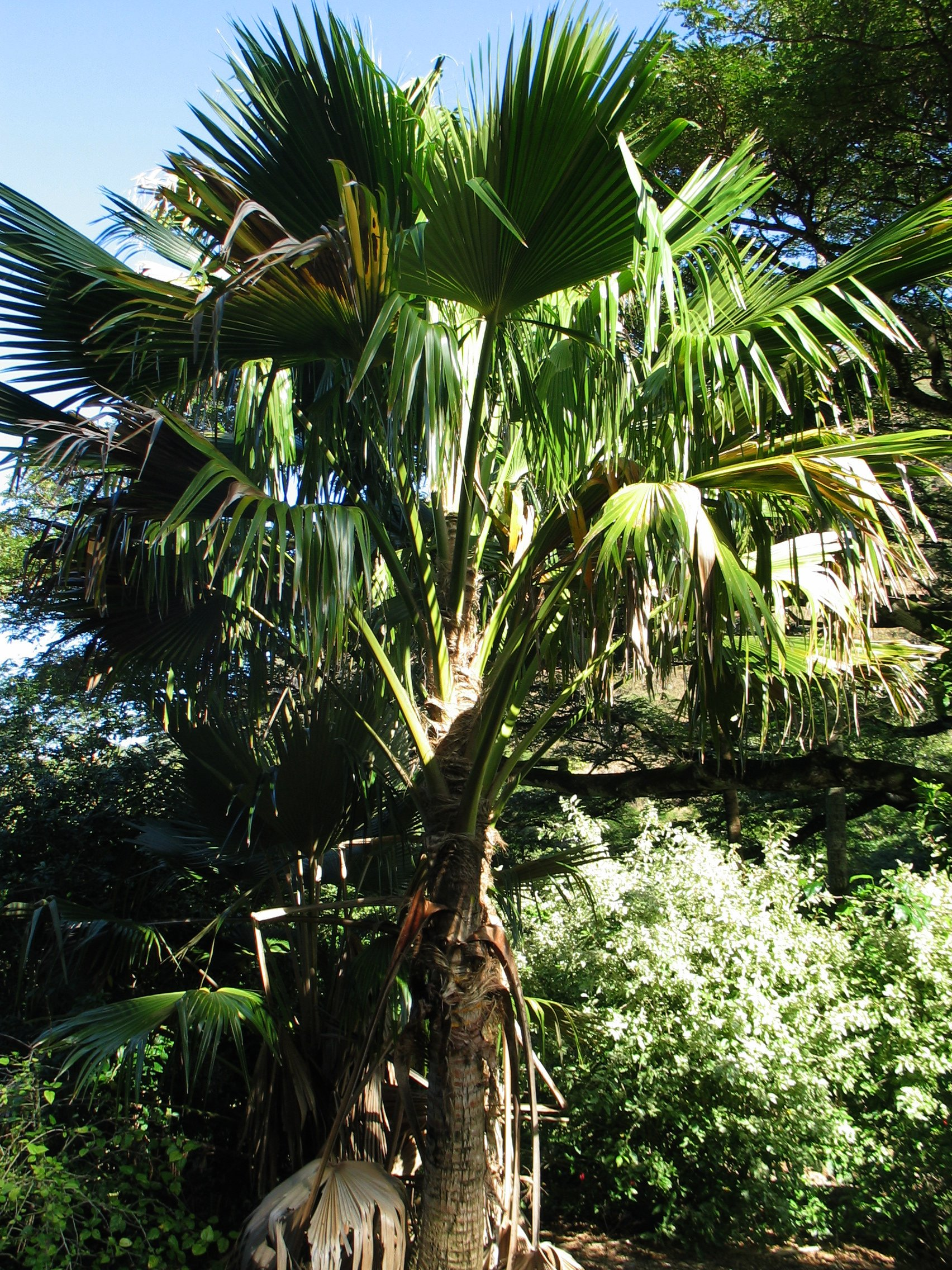
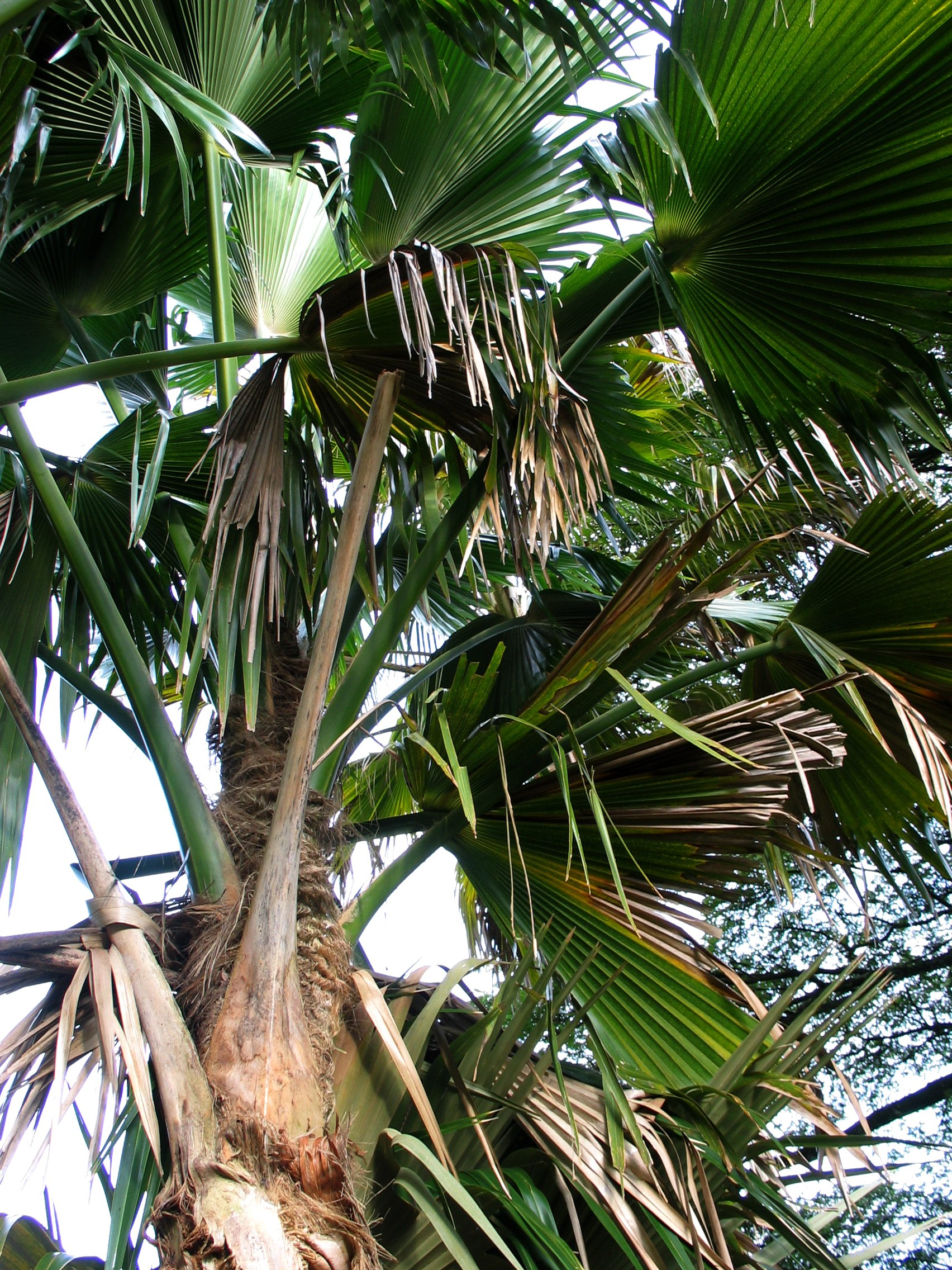